# Myzomorphus quadripunctatus
Myzomorphus quadripunctatus là một loài bọ cánh cứng trong họ Cerambycidae.